# 張琥 (明朝)
張琥（1469年—？），字宗器，江西饒州府安仁縣人，民籍，明朝政治人物。

## 生平
江西鄉試第七十九名舉人，正德六年（1511年）辛未科會試第三百十四名，第三甲第二百二十名進士。正德八年（1513年）任山東章丘縣知縣。

## 家族
曾祖父張體仁；祖父張世□；父親張□。母王氏；繼母李氏。永感下。